# Schubert Gambetta
Schubert Gambetta (Montevidéu, 14 de abril de 1920 – 9 de agosto de 1991) foi um futebolista uruguaio que jogava como marcador de ponta, notabilizado como um dos melhores do país na posição, sendo dez vezes campeão uruguaio, e sobretudo como um dos titulares do Maracanaço.
Era neto de um italiano chamado Santino Gambetta, proveniente da Ligúria e emigrado ao Uruguai no início do século XX. Engravidou uma uruguaia, morta ao dar à luz ao primeiro filho do casal, deixado aos cuidados dos avós maternos enquanto Santino rumou ao Peru. Este filho foi o pai de Schubert, considerado um jogador temperamental: dizia-se que uma equipe só deveria ter um jogador como ele, ao contrário todos trocariam socos entre si. Ao fim de sua carreira, havia fraturado os dois braços e os dois tornozelos, o maxilar, rompido os ligamentos do joelho direito e afundado o osso de uma das maçãs do rosto.
Por outro lado, também era considerado polivalente, capaz de jogar nas dez posições de linha, tanto nos flancos esquerdos como nos direitos. O ex-jogador, ex-técnico e atual comentarista Juan Faccio definiu que "Gambetta, se jogasse agora, seria a coragem e prodigiosidade do Ruso Pérez, a força e a coragem de Lugano, o golpe de bola de Forlán, o domínio de Lodeiro, o cabeceio de Lugano, a velocidade de Godín", praticando bem os fundamentos da corrida, do passe, domínio, antecipação e cabeceio, sendo um defensor que sabia chegar ao gol em tempo conservadores para o avanço da defesa: considerado à frente da sua época, fez 41 gols somente pelo Nacional, onde foi ídolo.
Foi um dos raros campeões de 1950 que manteve uma vida mais confortável na aposentadoria, chegando a morar em um bairro elegante em Montevidéu perto da praia, inclusive se afastando dos antigos colegas, a maioria empobrecidos. Curiosamente, no jargão futebolístico do espanhol rioplatense a expressão Gambeta (com uma só letra T) significa drible, mas já era assim utilizada na década de 1920, ainda na infância do jogador.

## Carreira em clubes

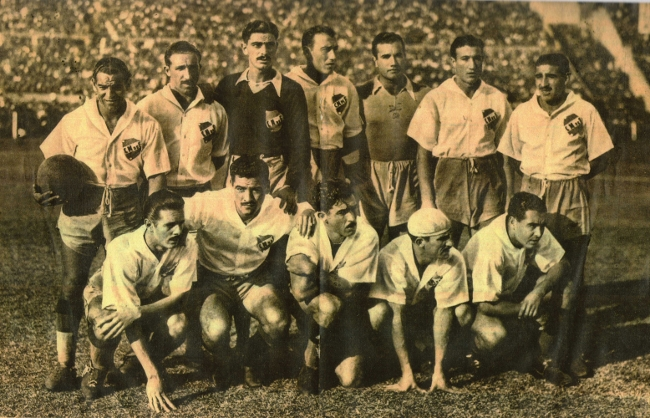
O Nacional em 1945. Gambetta é o último jogador em pé.

Começou em um time de bairro chamado Independiente, de onde foi inscrito no Peñarol em 30 de novembro de 1937. Mas, ainda como juvenil, passou ao arquirrival Nacional, causando uma grande polêmica, a ensejar um processo regulamentário a tramitar por um ano até a Associação Uruguaia de Futebol decidir por arquivá-lo. Em seus inícios no novo clube, chegou a ser advertido pelo presidente tricolor Atilio Narancio para reduzir a quantidade de golpes de perna para não desfalcar o time inteiro; Narancio comentaria que então percebeu que Gambetta estava descalço.
Foi em 1940 que ele foi promovido ao time adulto do Nacional, embora o clube houvesse conquistado o título do ano anterior. Jogava na lateral esquerda e logo assumiu titularidade. O clube foi bicampeão, com direito a vitória por 5-1 no clássico com o Peñarol. Gambetta esteve nesse jogo e, já em fevereiro de 1941, ele fazia sua primeira partida pela seleção uruguaia.[carece de fontes?]
Em 1941, veio um tricampeonato seguido, em título histórico: o clube venceu todos os seus vinte jogos, algo provavelmente único em um campeonato profissional de uma potência do futebol.
Essa campanha incluiu a maior goleada da história da rivalidade principal do país, um 6-0 sobre o Peñarol, com Gambetta presente. Ficou conhecido como "o dia do 10-0", pois no mesmo dia houve partida prévia entre os quadros reservas de ambos os clubes, com o Nacional ganhando por 4-0. A equipe campeã com 100% de aproveitamento foi a base da seleção uruguaia campeã da Copa América de 1942, incluindo Gambetta. O time foi campeão novamente em 1942, em campanha que, com o defensor, incluiu vitória por 4-0 sobre o arquirrival.
O chamado Quinquenio de Oro, o primeiro pentacampeonato seguido na história do futebol uruguaio, foi finalizado com nova vitória sobre o Peñarol, o 3-1 em novembro de 1943. Foi a décima vitória tricolor seguida na rivalidade, sequência de vitórias jamais igualada no clássico. Gambetta e o Nacional voltaram a ser campeões somente em 1946. Mas a conquista foi seguida de um bicampeonato em 1947. Assim, o Nacional foi o representante Uruguai no Campeonato Sul-Americano de Campeões realizado no início de 1948, considerado precursor da Taça Libertadores da América. A competição foi sediada no Chile e a equipe uruguaia foi a que recebeu as melhores condições econômicas para participar.
Na competição, o Nacional venceu por 3-0 o River Plate, no que foi considerada a melhor exibição de um dos participantes. Gambetta foi o encarregado da marcação do astro adversário José Manuel Moreno e cumpriu a função com brilhantismo. O campeão terminou sendo o Vasco da Gama, com os uruguaios culpando uma arbitragem tendenciosa no confronto contra o time anfitrião, o Colo-Colo. O ano, porém, ficou marcado por uma longa greve, que paralisou o campeonato após a primeira rodada do segundo turno. O Nacional era o líder invicto e foi declarado campeão em função do longo tempo de greve.
Como a greve alongou-se demais, decidiu-se que o Nacional seria declarado campeão. Um dos últimos jogos da campanha foi o clássico com o Peñarol, ganho por 2-0. Gambetta foi protagonista na ocasião, por perder deliberadamente um pênalti em vitória por 2-0 mesmo com os tricolores jogando com um a menos desde os 14 minutos do primeiro tempo, após a expulsão de Walter Gómez. O lance havia gerado protestos dos jogadores rivais. Gambetta tomou a bola e errou propositadamente para então zombar que "não precisamos para ganhar-lhes". Curiosamente, o Nacional só voltaria a ter a oportunidade de novo pênalti no clássico em 1966. Outra versão defende que Gambetta na realidade queria provocar o árbitro, que em momento anterior teria apitado pênalti inexistente a favor do adversário, dando a entender que o juiz queria compensar o equívoco.

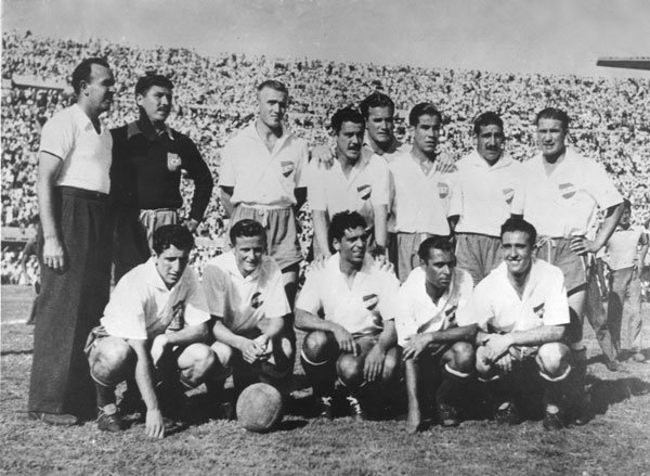
O Nacional campeão de 1952. Gambetta é o penúltimo jogador em pé.

A greve também ocorreu no futebol argentino, levando ao êxodo de muitos dos grandes astros de lá ao chamado "Eldorado Colombiano". Eram tempos em que a atividade de futebolista, embora já profissionalizada, não era lucrativa, com contratos considerados "escravagistas" pela categoria. A liga colombiana, por sua vez, oferecia contratos capazes de atrair até jogadores europeus, ainda que fosse banida pela FIFA por descumprir diretrizes sobre as transferências. Gambetta foi ao Cúcuta, mas o novo ambiente não seria o melhor para o jeito de ser do uruguaio e ele logo retornou ao Nacional.
Gambetta regressou a tempo de ser chamado para a seleção para a Copa do Mundo FIFA de 1950, onde foi titular; apenas na década de 1970 é que a Celeste passou a admitir a convocação de jogadores que atuassem fora do país.
Ao fim de 1950, o Nacional gabou-se em ser campeão uruguaio no ano do título mundial da seleção, mas curiosamente seus três representantes na equipe titular do Uruguai, que foram Gambetta, Julio Pérez e Eusebio Tejera, tiveram participação escassa na conquista doméstica. No caso de Gambetta, o titular foi José Luis Roldán.
Os títulos seguintes se deram em 1952 e em 1955. Novamente, Gambetta não foi titular, alternando-se com Julio Pérez na meia-direita no primeiro; e com Luis Alberto Cruz na lateral-direita no segundo. Encerrou a carreira em 1960 no pequeno Mar de Fondo, da segunda divisão uruguaia.

## Seleção
Gambetta defendeu o Uruguai entre 9 de fevereiro de 1941, data da estreia da seleção na Copa América daquele ano, derrotando por 6-0 o Equador; e 23 de março de 1952, na estreia da Celeste no primeiro Pan-Americano de Futebol, em vitória por 3-1 sobre o México. Totalizou 36 jogos e três gols.[carece de fontes?]
Um de seus gols veio justamente na estreia, sendo o segundo naquela vitória por 6-0 sobre os equatorianos, sendo titular na campanha vice-campeã sul-americana de 1941. Nesse torneio, começou uma parceria com Obdulio Varela na linha média da seleção. Outro gol veio na edição seguinte, vencida pelos uruguaios. Foi, curiosamente, novamente o segundo e novamente sobre o Equador, pela segunda rodada.[carece de fontes?]
Gambetta participou pela última vez da Copa América na edição de 1945, na qual foi duas vezes expulso, na vitória de 2-0 contra a Bolívia e na derrota de 1-0 para o Chile. Ele ausentou-se das duas edições seguintes, em  edição de 1946 e  edição de 1947, enquanto que na de 1949 toda a seleção foi desfalcada, sendo representada por um time juvenil em face da greve.[carece de fontes?] Além disso, em 1949 Gambetta estava no Cúcuta, da "liga pirata" colombiana banida pela FIFA, e em tempos em que a seleção não convocava quem atuasse no exterior.
Gambetta voltou ao Uruguai a tempo de ser selecionado para a Copa do Mundo FIFA de 1950. Inicialmente, o trio de volantes era composto por Juan Carlos González, Obdulio Varela e Víctor Rodríguez Andrade, composição usada nos dois primeiros jogos, na vitória de 8-0 sobre a Bolívia e no duro empate em 2-2 contra a Espanha. Substituiu González a partir do terceiro compromisso, na dramática vitória de virada por 3-2 sobre a Suécia.
No compromisso final, contra o Brasil, Gambetta foi descrito como o mais tranquilo entre os jogadores uruguaios, chegando a dormir no vestiário do estádio do Maracanã e precisando ser acordado para ouvir a prelação do treinador Juan López Fontana. Na partida, grudava pela direita junto com Matías González no artilheiro Ademir de Menezes, enfrentando também Chico, que não conseguia dar continuidade às jogadas que tentava.
A respeito do Maracanaço, relatou o seguinte:
Eu acredito que lhes ganhamos de mano a mano. Resulta que antes do Mundial, jogamos as partidas pela Copa Rio Branco. Era no campo do Vasco da Gama, que não tinha nada ao redor, nem grade, nem fosso. Nada. No primeiro tempo, Chico, o ponta-esquerda deles, fazia de tudo com Juan Carlos González. Para o segundo tempo, queriam fazer substituições. Me lembro (e posso dar os nomes) que se agacharam vários quando andavam procurando quem entrasse. Não colocavam a mim porque ia de reserva. Fazia pouco tempo que estava treinando. Mas eu agarrei uma camisa e quando quiseram acordar, estava colocando-a dentro do campo. Dali não me tiravam nem com um guincho. Ninguém me disse nada. Nem 'entre', nem 'saia'. A primeira coisa que fiz? 'Agarrar' Chico. Depois, Ademir. E se terminou tudo... Chico, Ademir, e os outros, iam se esquecer com quem lhes calhava a final? Conheciam Obdulio, o Cato Tejera, Ghiggia, Míguez, me conheciam. E com quatro homens em um quadro chegas onde queiras, a campeão do mundo ou do universo 

## Títulos
- Nacional: Campeonato Uruguaio: 1940, 1941, 1942, 1943, 1946, 1947, 1948, 1950, 1952 e 1955
- Seleção Uruguaia: Copa América de 1942 e Copa do Mundo FIFA de 1950